# 水线长

LOA为全长，LWL为水线长

水线长，缩写为LWL，指的是船只首尾吃水线的长度，和全长一样都是常用来描述船只长度的标准。水线长不考虑船只水面以上的长度，由于大多数船只船首和船尾向外衍生，故而一般船只的全长要大于水线长。由于船只满载和空载时吃水线不一样，故而一般测量水线长的时候，会表明船只的载量。